# Vespasianův a Titův tunel
Vespasianův a Titův tunel (turecky Titus Tüneli nebo Titus Vespasianus ve Tüneli) je starověké vodní dílo z doby Římské říše na území antického města Seleuceia Pieria, které se nacházelo na jihozápadě dnešního Turecka v provincii Hatay u obce Çevlik na východním pobřeží Středozemního moře. Tato historická římská stavba byla v roce 2014 navržena na zápis do seznamu Světového dědictví UNESCO.

## Historie
Starověké město Seleuceia Pieria se nacházelo na východním pobřeží Středozemního moře, na úpatí jižního okraje pohoří Nur, které z jihovýchodu ohraničuje menší záliv Levantského moře, vklíněný mezi toto pohoří a jižní pobřeží poloostrova Malé Asie. Město zde založil ve 4. století př. n. l. Seleukos I. Níkátór, jeden z velitelů vojsk Alexandra Makedonského a pozdějších Alexandrových nástupců, tzv. diadochů, zakladatel Seleukovské říše. V současné době tato lokalita poblíž obce Çevlik administrativně náleží pod správu okresu Samandağ.

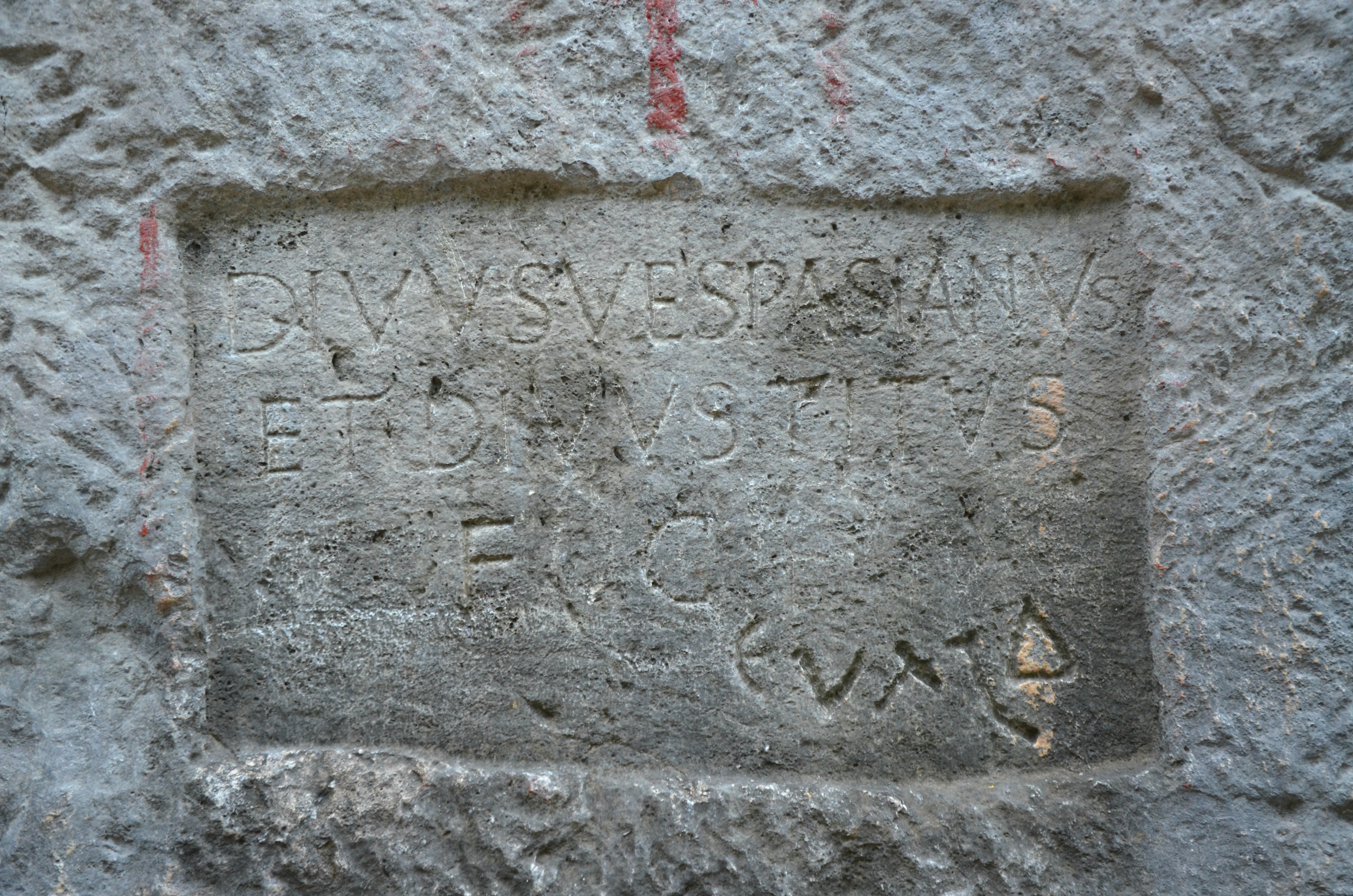
Nápis se jmény císařů Vespasiana a Tita u vstupu do tunelu

Antická Seleuceia Pieria se skládala ze dvou částí, z horního města a z dolního města. Dolní město, jehož součástí byly dva přístavy, tzv. přístav vnitřní a vnější, bylo odděleno od horního města strmým skalním srázem a bylo obklopeno 12 km dlouhými hradbami. V pozdější době pod římským vlivem nastal rozkvět města a zejména jeho přístavů, které byly mj. čas od času využívány římským loďstvem. V té souvislosti se objevila nutnost vyřešit jeden závažný problém – město a zejména jeho přístavy byly často postihovány vodními přívaly a povodněmi, valícími se z hor. Zaplavené přístavy byly navíc za těchto okolností zanášeny odpadem a nemohly plnit svou funkci. Římský císař Vespasianus, který vládl v letech 69–79 n. l., proto nařídil vybudovat tunel a kanál, kterým by byly vodní přívaly z hor odkloněny mimo přístav. Stavba pak pokračovala za panování jeho syna Tita (79–81) a dalších jeho následovníků a byla dokončena až ve 2. století n. l. za vlády císaře Antonina Pia. Jména císařů Vespasiana a Tita jsou vytesána u vstupu do prvního vodního tunelu, jméno Antonina Pia pak u tunelu druhého. 
Výstavba tunelu probíhala v období po židovském povstání proti Římu a po dobytí Jeruzaléma Římany v roce 70 n. l. Podle záznamů Flavia Josepha, římského historika židovského původu, v době po tzv. první židovské válce na stavbě vodního díla u Seleuceje Pierie pracovali židovští zajatci a otroci, samotnou stavbu pak vyprojektovali stavební odborníci z X. legie „Fretensis“. Stavbu vodních tunelů a kanálů dokončili za vlády Antonina Pia příslušníci legie IIII „Scythica“ a XVI. legie „Flavia Firma“.
Seleucejské přístavy byly pak ještě rekonstruovány a upraveny v polovině 4. století n. l. za vlády císaře Constantia II. V té době již byla Seleuceia křesťanským městem, neb je zaznamenáno, že na Nikajském koncilu v roce 325 byl přítomen i seleucejský biskup. O dvě století později, v letech 526 a 528, bylo město silně poškozeno zemětřesením a jelikož již nebylo chráněno, o dvanáct let později jej snadno obsadila sásánovská vojska.

## Popis
Historický technický komplex se nachází na jihovýchodním okraji přímořského letoviska Çevlik. Vodní dílo se skládá ze dvou tunelů, z otevřených kanálů a z kamenné hráze. Hráz je postavena v nadmořské výšce 44,3 metru. Je 46 metrů dlouhá, pět metrů široká a 16 metrů vysoká. Odtud vede proti proudu 126 metrů dlouhý násep, následuje 55 metrů dlouhý otevřený kanál, vytesaný ve vápenci, na jehož konci je vstup do prvního tunelu. Tento tunel je 90 metrů dlouhý, u vstupu je 6,3 m široký a 5,8 m vysoký, vzápětí se po třech metrech jeho rozměry zvětší na 6,9 × 6,5 metru. Další otevřený úsek je 64 m dlouhý a vede mezi skalními stěnami, vysokými 25–30 metrů. Druhý tunel je 31 metrů dlouhý a u vstupu má rozměry 7,3 × 7,2 m. Poslední otevřený kanál je dlouhý 635 metrů, jeho šířka se pohybuje v rozmezí od 3,8 do 7,2 metru a výška stěn mezi 3,7 až 15 metry.
Vespasianův a Titův tunel patří mezi tři největší historické vodní tunely na světě. Dalšími podobnými jsou 90 metrů dlouhý tunel Mudhlim v jordánské Petře, který má průřez o rozměrech 4,8 m × 8 m, a 110 metrů dlouhý tunel Montefurado ve Španělsku, rovněž 4–5 metrů široký a 8 metrů vysoký.

## Galerie

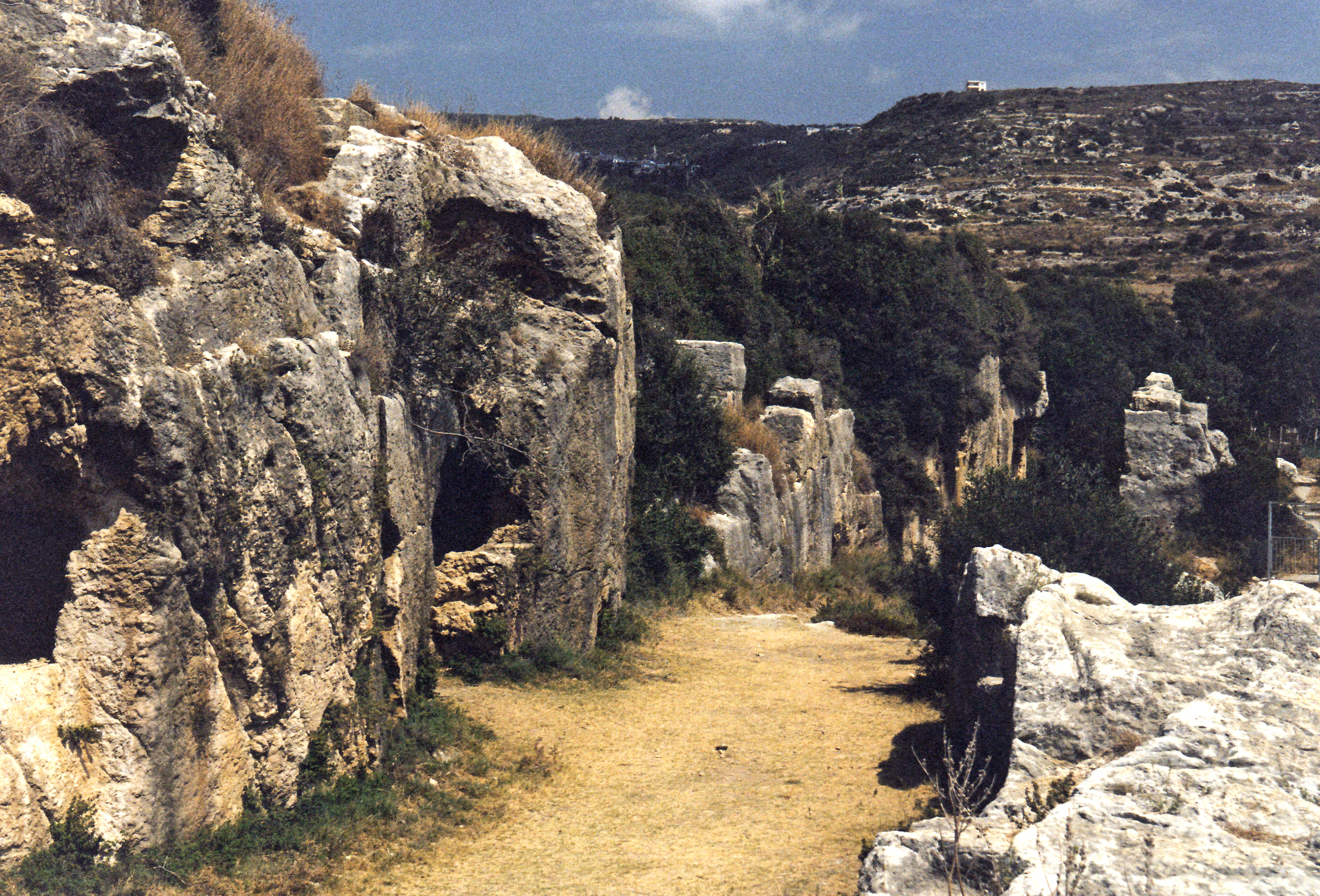
Otevřená část vodního díla
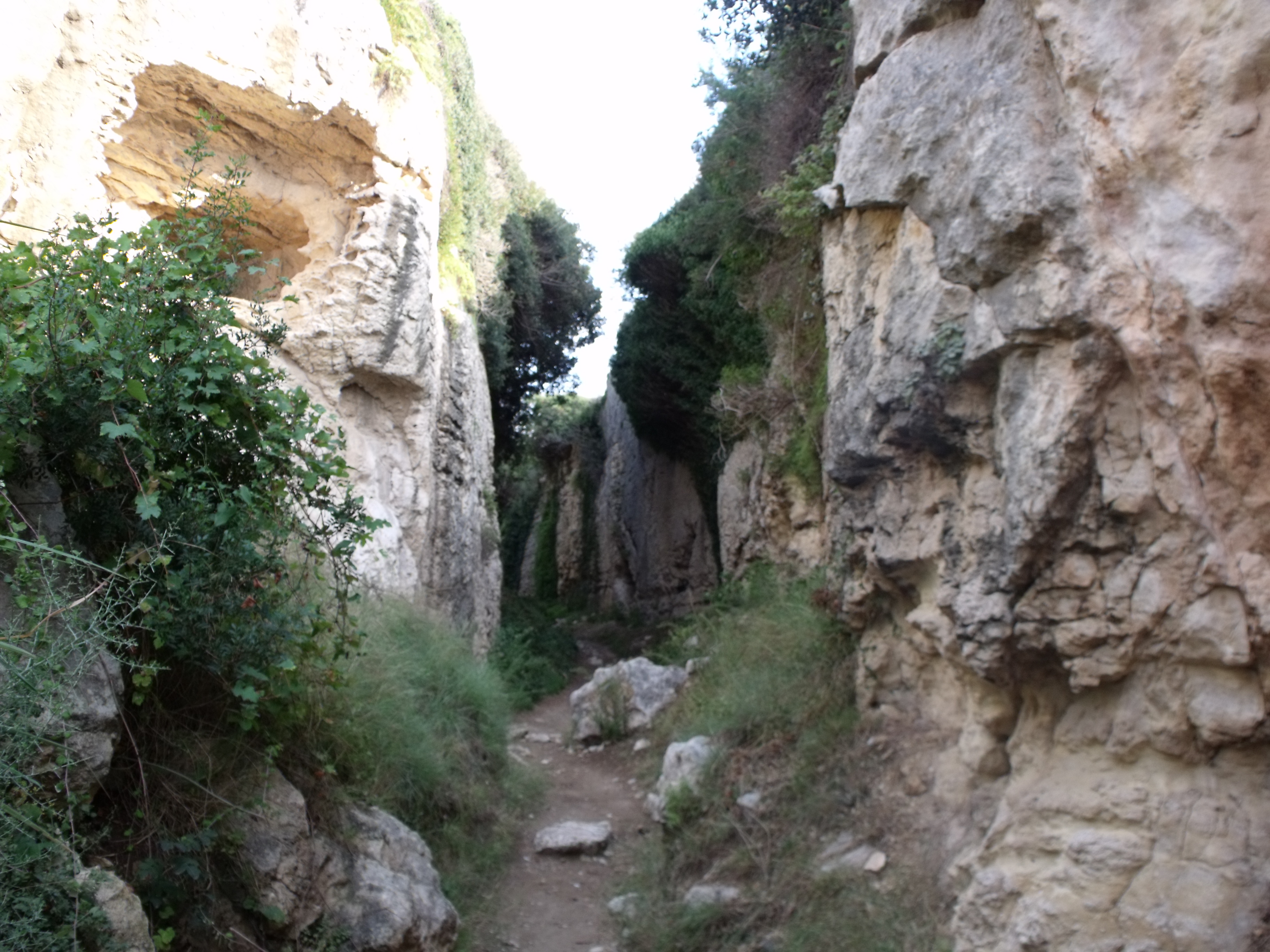
Vodní cesta ve vápencových skalách
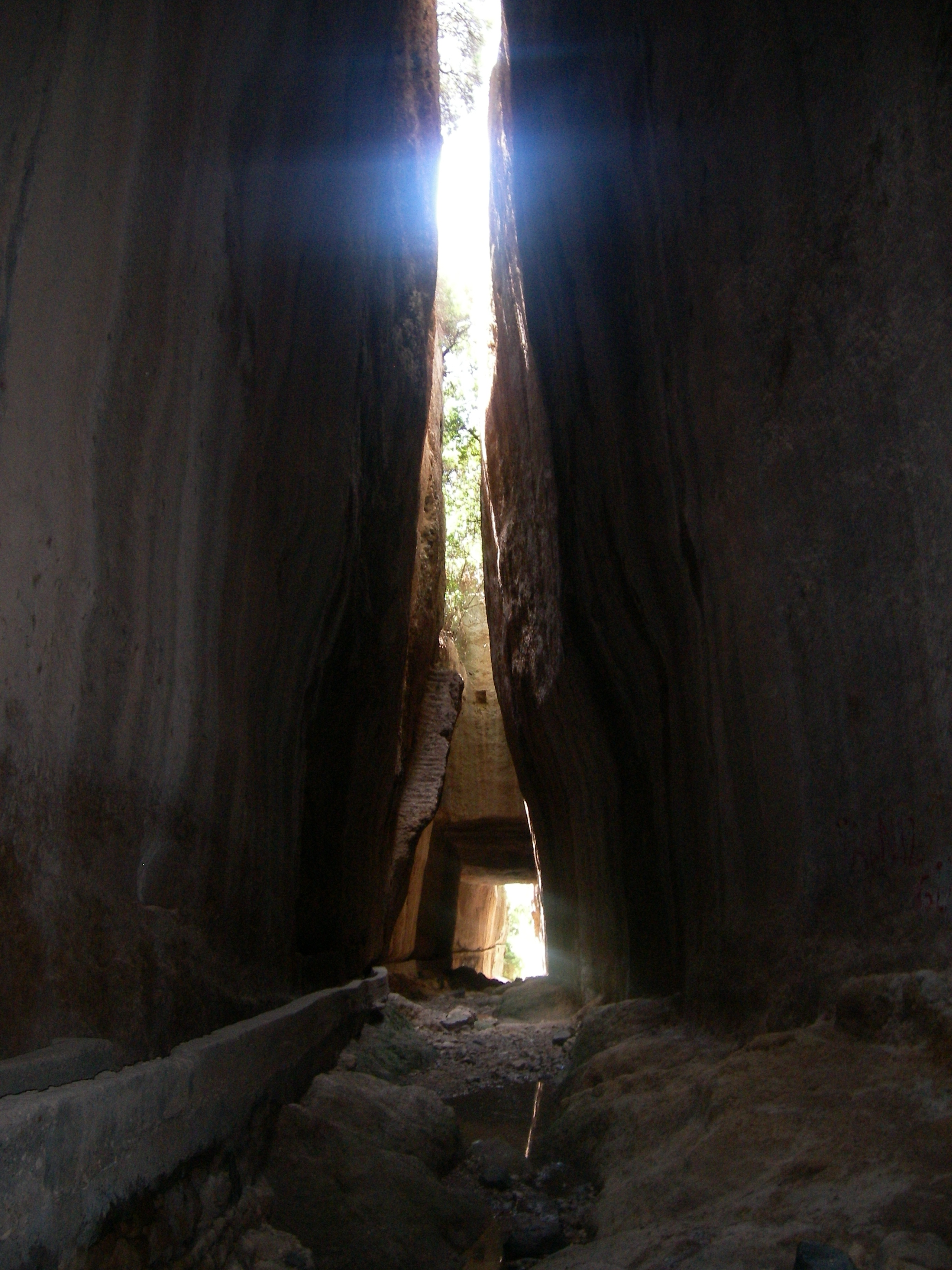
Kanál v soutěsce mezi tunely
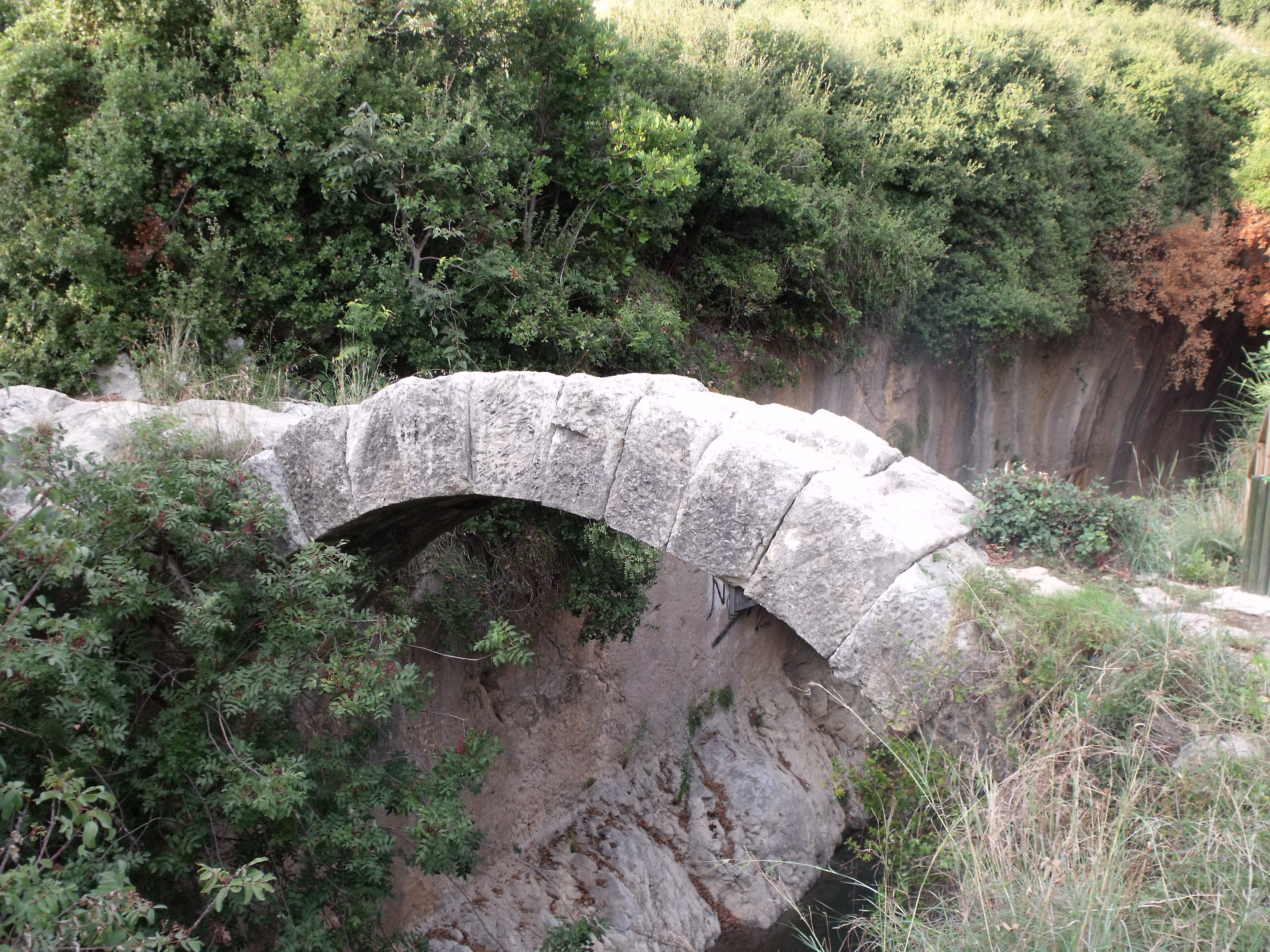
Mostek nad kanálem v jeho horní části
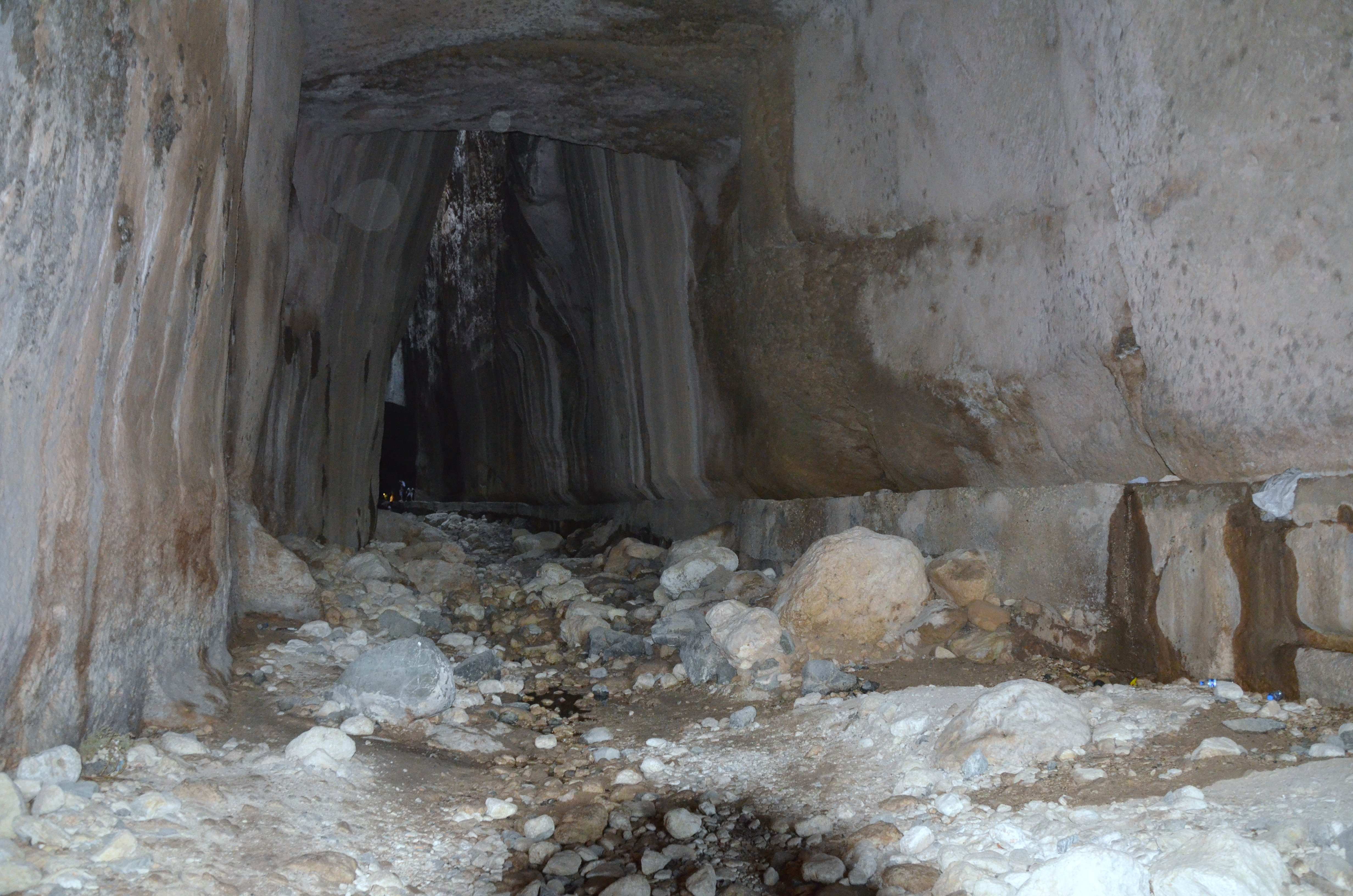
Rozlehlé prostory uvnitř tunelu